# Велика Кишеня
«Вели́ка Кише́ня» — мережа супермаркетів в Україні, належить компанії Retail Group. Свою діяльність розпочала 4 червня 2000 року з роздрібної крамниці в Києві. На початок 2023 року працюють 5 супермаркетів у Києві, 2 в Черкасах та 1 в Українці, в Києві діють 17 магазинів «ВК Експрес» та 1 магазин «ВК Select».

## Історія
У квітні 2000 року було відкрито перший супермаркет у Києві на базі торгового оператора ТОВ «Квіза-Трейд». 2005 року торговий обіг компанії досяг 1,4 млрд грн. Виручка мережі 2006 року склала 2,4 млрд гривень.
У жовтні 2007 року в 18 містах України працювало 40 магазинів мережі: 32 супермаркети та 8 гіпермаркетів, сукупні торгові площі сягали 100 тис. м2.
На початку листопада 2009 року мережа налічувала 45 магазинів у 24 містах України, зокрема, 10 гіпермаркетів та 35 супермаркетів. Влітку 2010 року мережа почала оновлення бренду.
Навесні 2013 року Retail Group заявляли, що встановили перші в Україні каси самообслуговування, 19 грудня у столичному супермаркеті встановили каси NCR, що приймають купюри та монети будь-якого номіналу.
У 2014 році програма лояльності торгової мережі отримала назву «Бумеранг», вона проіснувала 8 років.
У січні 2016 року стало відомо що на додачу до акційних пропозицій українських ритейлерів, які відображаються в окремому розділі в системі онлайн банкінгу Приват24 з'явилися пропозиції від мережі «Велика Кишеня», а 12 травня стало відомо що Retail Group інтегрувала з банкінгом свою дисконтну програму.
2016 року Retail Group з Visa та Фідобанком почала впровадження безконтактних платежів. 2015 року два супермаркети мережі в Обухові та Білій Церкві (у Київській області) було переформатовано на гіпермаркети «Велмарт», площа відкритих 2015 року магазинів «Велмарт» склала 5,5 тис. м2.
2019 року в київських супермаркетах мережі на касах самообслуговування Retail Group з'явилася можливість розраховуватися технологію біометричної оплати обличчям FacePay24.
Усі торгові марки належать компанії Retail Group Романа Луніна. Його статки Forbes Україна у 2021 році оцінив у $150 мільйонів. Виторг Retail Group у 2020 році становив 12,2 млрд грн, роком раніше — 11 мільярдів.
Внаслідок російського вторгнення у 2022 році Retail Group закрила супермаркет «Велика кишеня» в Сєвєродонецьку.

## ВК Select
«ВК Seléct» (Велика Кишеня Select) — торгова марка мережі «Велика кишеня», під якою у Києві станом на кінець 2022 року діяла 1 продуктова крамниця преміум-сегменту.
Перший магазин було відкрито 23 липня 2011 року у Києві на Конча-Заспинській вулиці.
Другий магазин було відкрито 16 грудня 2011 року на Старообухівській трасі.
22 грудня 2011 року на Дніпровській набережній було відкрито третій магазин преміум-сегменту «ВК Select». Магазин у Козині по вулиці Золотоворітській було зачинено як і наступні, відкриті після першої торгові токчи, яка працює у Кончій-Заспі донині.

## ВК Експрес
«ВК Експре́с» (Велика Кишеня Експрес) — торгова марка, під якою станом на початок 2023 року в Києві працює 16 продуктових крамниць та один супермаркет у форматі «магазин біля дому». Мережу відкрито 2012 року, тоді вона включала 6 крамниць у Києві та одну в Умані. Магазини переважно оснащено міні-пекарнями. Асортимент налічує понад 2500 найменувань товарів.
17 березня 2012 року відкрився перший магазин «ВК Експрес» по вулиці Бастіонній в Києві. Торгова площа переобладнаної крамниці склала 185 м2.
20 жовтня 2012 року відкрився третій магазин «ВК Експрес» по вулиці Бульварно-Кудрявській. Його площа склала 300 м2, з яких 236 м2 займає торгова зала.
18 вересня 2012 року відкрито магазин «ВК Експрес» на бульварі Академіка Вернадського. Його площа склала 780 м2, з яких 410 м2 займає торгова зала.
10 листопада 2012 року відбулося відкриття четвертого магазину «ВК Експрес» по вулиці Багалія. Його загальна площа склала 410 м2, з яких 350 м2 займає торгова зала.
2013 року Роман Лунін придбав у підприємця Олександра Маліцького та його сім'ї чотири магазини «Чумацький шлях» та два гастрономи «Столичний» у центрі Києва, чотири з яких розташовані в Печерському районі. До придбання у Києві налічувалося п'ять «ВК Експрес» та два «ВK Select». Гастрономи «Столичний» були перейменовані на «ВК Експрес», а гастрономи «Чумацький шлях» продовжили працювати у звичному форматі, та в підсумку також були переобладнані під «ВК Експрес».
20 січня 2014 року розпочав роботу оновлений після рестайлінгу магазин «ВК Експрес» по вулиці Малій Житомирській в приміщенні гастроному «Столичний» площею 360 м2 та торговою залою на 158 м2 і по вулиці Інститутській у приміщенні будинку УВО, де раніше розташовувався гастроном «Чумацький шлях» та згодом гастроном «Столичний». Площа магазину — 300 м2, а торгова — 95 м2.
14 лютого 2014 року відбулося відкриття дев'ятого магазину «ВК Експрес» по проспекту Леся Курбаса. Його загальна площа склала 371 квадратних метрів, з яких 235 квадратних метрів займає торгова зала.
8 червня 2015 року відбулося відкриття десятого магазину «ВК Експрес» по вулиці Макіївській. 23 жовтня 2015 року відбулося відкриття одинадцятого магазину «ВК Експрес» по вулиці Михайла Бойчука.
Наприкінці 2015 року Retail Group оголосила про призупинення франчайзингового проекту «ВК Експрес». За минулий рік не було відкрито жодного франчайзингового магазину.
25 листопада 2016 року в київському торговому центрі «Дарниця» по проспекту Соборності після переобладнання приміщення супермаркету «Велика Кишеня» на його місці відкрився новий магазин «ВК Експрес».
26 травня 2017 року на вулиці Лариси Руденко було відкрито чотирнадцятий магазин «ВК Експрес».
28 грудня 2018 року Retail Group відкрили перший супермаркет «ВК Експрес» в абсолютно новому форматі, що розташовується у новому торговому центрі по вулиці Братства тарасівців у Києві.

Крамниця «ВК Експрес» на вулиці Миколи Соловцова

3 грудня 2021 року відбулося відкриття нової автоматизованої цілодобової крамниці «ВК Експрес» на Печерську по вулиці Миколи Соловцова, шістнадцятого магазину мережі. Після переобладнання приміщення супермаркету «Фора».
25 січня 2023 року на вулиці Деміївській відкрився новий магазин «ВК Експрес».

## Власні торговельні марки
Мережею були започатковані власні торговельні марки «Хіт продукт» (з 2007), «№ 1 — чесна ціна» (з 2008) та «Щедрое застолье» (з жовтня 2009).
Асортимент продукції ТМ «Хіт продукт» становить близько 300 товарів: олія, крупи, борошно, цукор, мінеральні води, сухарики, одноразовий посуд, консерви, засоби гігієни та ін. виробництва ЗАТ «Агроекопродукт», ТОВ «Кернел-Трейд», ВАТ «Крушинський птахівничий комплекс», «БДВ Хунгарі Трейдинг Кфт» (Угорщина), ТОВ «Коттон клаб» (Росія).
Асортимент ТМ «№ 1 — чесна ціна» представлений 70-ма найменуваннями товарів у таких категоріях: чай, бакалія, консерви, молочні продукти, яйця, побутова хімія, товари для дому. Власна марка компанії — «№ 1» — у рамках Всеукраїнської практичної конференції отримала національну премію «Private Label-2009» у номінації «Найкраща ціна» (2009).
Зараз у лінійці ТМ «Щедрое застолье» всього 12 найменувань продуктів (варена, напівкопчена ковбаса, сосиски та сардельки), але найближчим часом мережа розширить асортимент новими позиціями: варено-копченими та сирокопченими ковбасами, а також варено-копченими м'ясними виробами.

## Відзнаки
- 2005 — «Вибір року» у номінації «Найкраща мережа супермаркетів Києва»[37]
- 2006 — «Вибір року» у номінації «Найкраща мережа супермаркетів в Україні»
- 2007 — «Вибір року» у номінації «Найкраща мережа супермаркетів в Україні»[38]
- 2007 — Третій Міжнародний Чемпіонат касирів (Москва). I місце у номінації «Швидкість та якість обслуговування»
- 2007 — Український рейтинг «Гвардія брендів». «Найефективніший бренд України 2007 року»
- 2007 — Рейтинг «Власть денег» (ВД «Картель»). Переможець у номінації «Мережа супермаркетів»
- 2007 — Рейтинг газети Kyiv Post. Переможець у номінації «Найкраща мережа супермаркетів столиці»
- 2008 — «Вибір року» у номінації «Найкраща мережа супермаркетів в Україні»
- 2008 — Рейтинг журналу «Афіша». Переможець у номінації «Краща кулінарія»
- 2009 — «Private Label» серед рітейлерів у номінації «Краща ціна» в національній премії
- 2009 — «Вибір року» у номінації «Найкраща мережа супермаркетів в Україні»
- 2010 — «Вибір року» у номінації «Найкраща мережа супермаркетів в Україні»
- 2012 — «Національний бізнес-рейтинг 2011». Медаль «Лідер галузі 2011» та «Найкращий супермаркет року» народного рейтингу «Фаворит Успіху»[39]
- 2013 — «Фаворит Успіху 2012». Переможець у номінації «Супермаркет/Гіпермаркет»[40]
- 2015 — «Фаворит Успіху 2014». Програма лояльності «Бумеранг» — переможець у номінації «Програма знижок та бонусів у торговій мережі»[41]

## Критика
Внаслідок отруєння курами гриль під торговою маркою «Гаврилівські курчата» другого за обсягами виробника курятини в Україні, компанії Агромарс, у червні 2011 року, придбаними у київському супермаркеті «Велика Кишеня», з діагнозом сальмонельоз на лікарняних ліжках опинилося понад 50 осіб.

## Галерея

### Супермаркети старого зразка

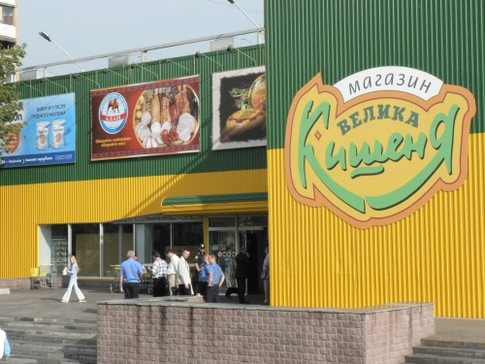
В Києві на вулиці Героїв Дніпра
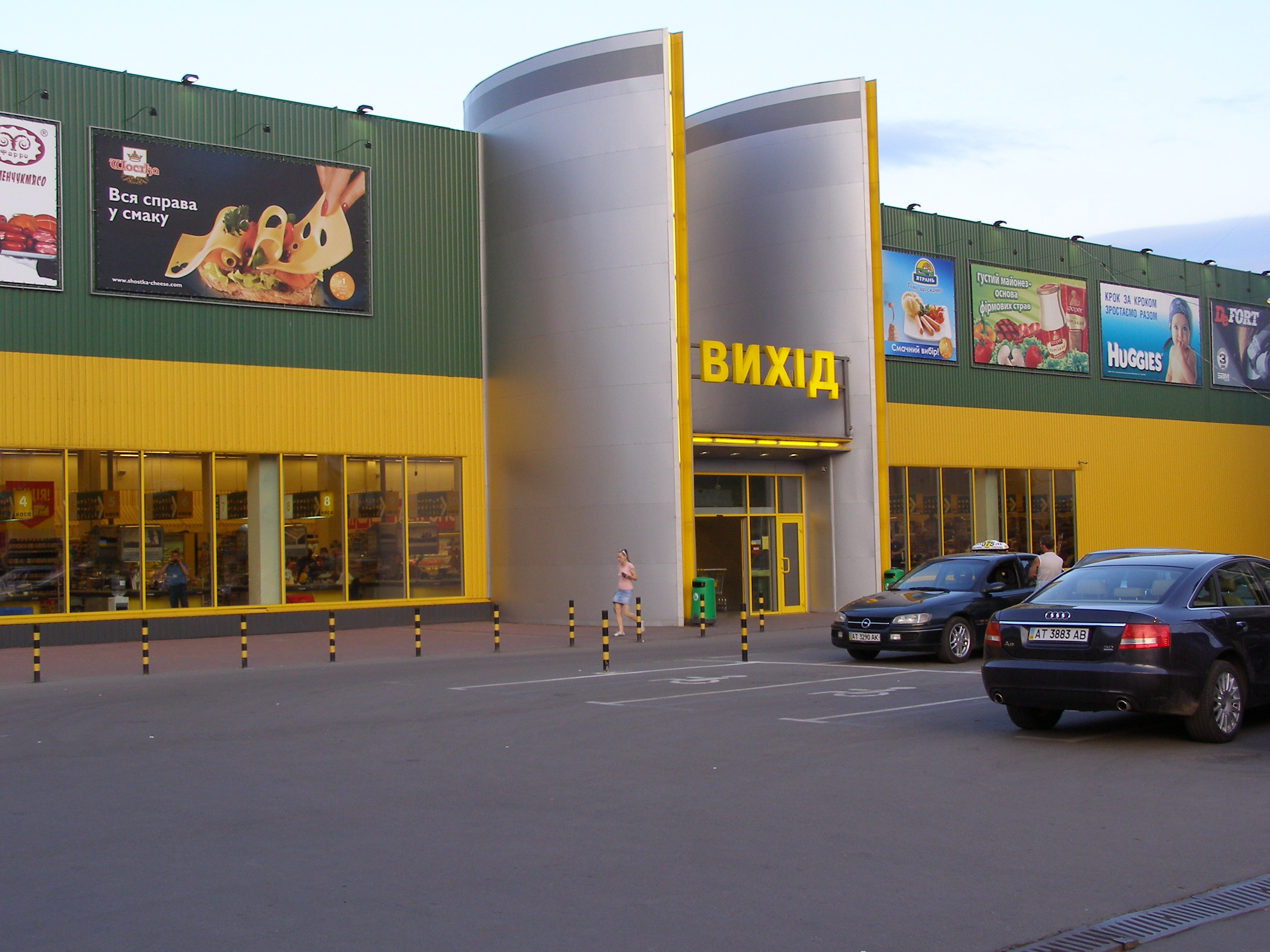
В Івано-Франківську на вулиці Євгена Коновальця
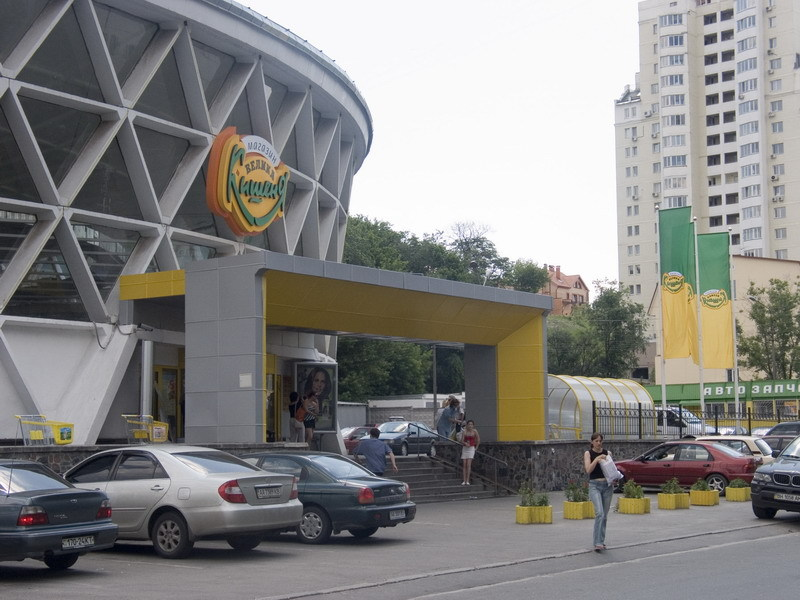
В Києві на вулиці Кудряшова

### Оновлені супермаркети

В Києві на Оболонській площі
В Києві на проспекті Академіка Глушкова
В Києві на проспекті Петра Григоренка
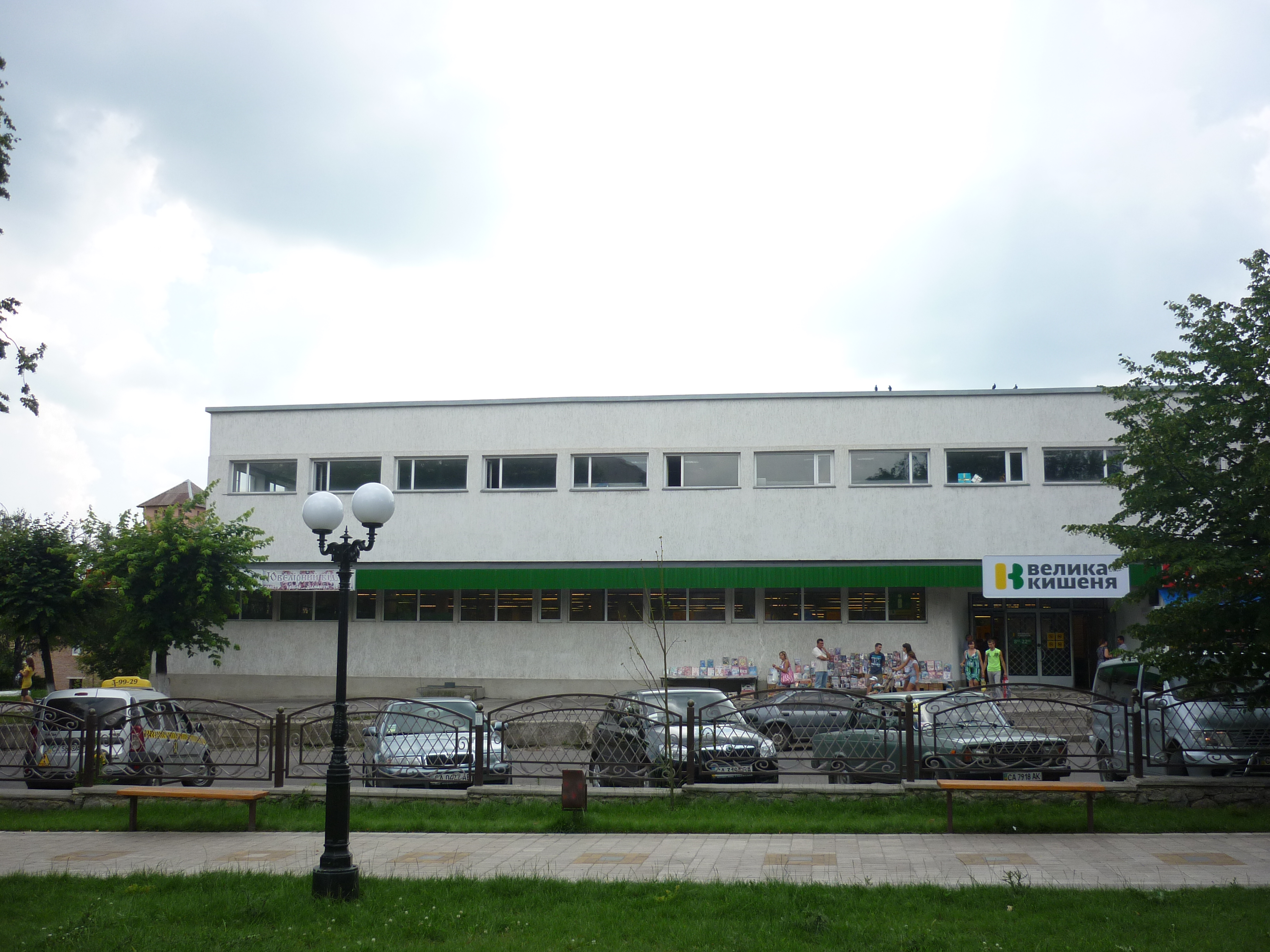
В Умані на вулиці Гайдамацькій